# Jean-Luc Van Damme
 (mai 2021).
Si vous disposez d'ouvrages ou d'articles de référence ou si vous connaissez des sites web de qualité traitant du thème abordé ici, merci de compléter l'article en donnant les références utiles à sa vérifiabilité et en les liant à la section « Notes et références ».
Pour les articles homonymes, voir Van Damme.
Jean-Luc Van Damme, né le 17 décembre 1958 à Bruxelles (Belgique), est un producteur de cinéma belge.

## Biographie
Jean-Luc Van Damme étudie à l'athénée d'Ixelles les sciences économiques tout en consacrant une grande partie de son temps à la photographie.
Il effectue son service militaire comme photographe au SID (Service d'information du Ministère la Défense nationale). 
Il travaille ensuite comme DJ en essayant de vivre de reportages photographiques. 
En 1983, il rencontre Jean-Pierre Berckmans et rejoint la jeune équipe de Dream Factory qui en quelques mois devient leader européen de la production de clip vidéo. Jean-Luc Van Damme travaillera d'abord comme photographe de plateau, assistant de production et ensuite directeur de production.
En 1987, il crée sa première société de production, Banana Split, pour produire des spots publicitaires, des téléfilms et des longs métrages.
En 1994, il crée Banana Films qui se consacrera à la production de longs métrages.
En 1994, il crée aussi Banana Radio qui se consacrera à la production de spots publicitaires pour la radio.
En 1994, il crée avec Daniel Bergman et Mathew Stilman Amadeus Films à Prague en République tchèque, qui deviendra plus tard Stillking Films sans Jean-Luc Van Damme.
En 1997, il crée Banana Split Polska à Varsovie avec Ewa Jacuta, société spécialisée dans la production de spots publicitaires pour la Pologne.
En 2000, il crée Banana Split Italia, Banana Split España et Banana Split Nederland, sociétés de production spécialisées dans la production de spots publicitaires pour l'Italie, l'Espagne et les Pays-Bas.
En 2000, le groupe réalise un chiffre d'affaires de 15 millions d'euros. Jean-Luc Van Damme aura produit plus de 500 films publicitaires durant les années 1990 pour des agences de publicité situées tant en Europe qu'aux USA ou en Asie.
En 2001, la conjecture publicitaire se retournant, il décide de mettre fin à toutes ses activités dans ce domaine pour se consacrer à la production de longs métrages.
Il fusionne toutes les sociétés pour ne garder qu'une société de production de longs métrages : Banana Films
En 2003, il crée Librisfilms à Paris pour produire et co-produire des films français
En 2004 il décide de se consacrer à la production de longs métrages en langue anglaise et produit le film "Goodbye Bafana" adapté de la biographie de James Gregory, l'ancien gardien de prison de Nelson Mandela. Le film sera réalisé par le réalisateur danois Bille August, déjà palmé d'or deux fois à Cannes. Il sera présenté en compétition officielle au Festival du film de Berlin le 11 Février 2007, jour anniversaire de la libération de Nelson Mandela. Le film remportera le "Prix de la Paix" au Festival de Berlin . 
En 2014 la société Banana Films est mise en faillite en raison d'un défaut de paiement américain dans le financement d'un film racontant les dernières année de la vie de Marvin Gaye.
En 2014, il crée Survive Films qui devient Happy Moon Productions en 2017.
En 2020, il crée avec Jonny Wilson une société de production de films à Londres : Hair in The Gate Film Productions Ltd pour produire trois films que va réaliser Jonny Wilson.

## Filmographie

### Producteur

#### Courts métrages
- 1990 : Week-end
- 1990 : Casino
- 1991 : Requiem pour un fumeur
- 1993 : Centaur Blues
- 1993 : Moi Den O
- 1994 : Lucas
- 1997 : Anouk et les autres
- 1997 : Tempus Fugit
- 1998 : La fête du printemps
- 1998 : Pas de stress
- 1998 : Victor coiffeur pour hommes
- 1998 : La fête des mères
- 2006 : La ballade de pépère Guy
- 2009 : La fin du monde
- 2009 : Ma vie sans moi
- 2017 : Le néon rouge
- 2017 : Oh mon père
- 2017 : Je t'aime à la folie
- 2018 : Bye Love
- 2019 : Le secret du ciel
- 2019 : 112 Pizza
- 2020 : Ils Surveillent

#### Longs métrages
- 1989 : Roselyne et les Lions
- 1991 : The birth of the blues
- 1995 : Enfants de Salaud
- 1997 : C'est la tangente que je préfère
- 2001 : Que faisaient les femmes pendant que l'homme marchait sur la Lune ?
- 2001 : HS
- 2004 : Pour le plaisir
- 2005 : Mon Ange
- 2006 : Bye Bye Harry
- 2007 : Goodbye Bafana
- 2007 : Les Fourmis rouges
- 2009 : La différence c'est que c'est pas pareil
- 2009 : Je l'aimais
- 2011 : Pour 100 ans je mange des moules
- 2012 : Taste of Rain
- 2012 : Belle du seigneur
- 2012 : Laisse moi Chanter ta Chanson 1
- 2013 : Laisse moi Chanter ta Chanson 2 & 3
- 2014 : Sexual Healing
- 2018 : Méprises
- 2019 : Sœurs d'Armes

### Websérie
- 2014 : Typique

### Télévision

#### Téléfilms
- 1989 : La Porte d'Or
- 1989 : Morte Fontaine
- 1998 : Tous les papas ne font pas pipi debout
- 1999 : La tresse d'Aminata
- 1999 : Piège en haute Sphère
- 1999 : Une sirène dans la nuit
- 1999 : Zaïde
- 2001 : La colère du diable
- 2002 : Kadogo l'enfant soldat
- 2002 : T'as voulu voir la mer

#### Séries télévisées
- 1985-1989 : Programmes TV pour Sky Channel
- 1990 : Where did you go to my lovely